# Claudio Merlo
Claudio Merlo (Roma, 7 luglio 1946) è un ex calciatore e allenatore di calcio italiano, di ruolo centrocampista.

## Carriera

### Giocatore

#### Club
Cresciuto nella Tevere Roma, passa nel vivaio della Fiorentina. Approdato in prima squadra a metà degli anni 1960, con i viola è chiamato a costruire l'azione assieme a Giancarlo De Sisti; se questi è in cabina di regia, Merlo agisce più come trequartista, delegato a mettere palloni filtranti per gli inserimenti di Luciano Chiarugi e Amarildo.
Con la squadra gigliata vince vari trofei a cavallo degli anni 1960 e 1970, fra cui un campionato italiano (1968-1969), due Coppe Italia (1965-1966 e 1974-1975), una Coppa Mitropa (1966) e una Coppa di Lega Italo-Inglese (1975), raggiungendo inoltre tre finali internazionali, nella succitata Mitropa, nella Coppa delle Alpi e nel Torneo Anglo-Italiano.
Dopo più di dieci anni trascorsi a Firenze, trovandosi chiuso dai più giovani Giancarlo Antognoni e Domenico Caso, viene ceduto all'Inter, dove si alterna spesso con Sandro Mazzola, totalizzando 38 presenze in due campionati e conquistando la Coppa Italia 1977-1978.
Nell'estate del 1978 passa quindi al Lecce, in Serie B, per chiudere la carriera. Qui finisce per essere coinvolto nello scandalo scommesse del 1980, per il quale subirà due anni dopo una squalifica annuale.
In carriera ha totalizzato complessivamente 295 presenze e 19 reti in Serie A, e 56 presenze e 3 reti in Serie B.

#### Nazionale
Disputò il suo unico incontro in nazionale a Città del Messico il 5 gennaio 1969, un'amichevole contro la nazionale di casa terminato 1-1.

### Allenatore
Dagli anni ottanta ha allenato, fra giovanili e prima squadra, varie formazioni delle serie minori italiane, come la Rondinella, l'Arezzo, il Sorso, l'Imperia, l'Audax Rufina e il Gruppo Sportivo Floria 2000.

## Statistiche

### Cronologia presenze e reti in nazionale
| Cronologia completa delle presenze e delle reti in nazionale ― Italia | Cronologia completa delle presenze e delle reti in nazionale ― Italia | Cronologia completa delle presenze e delle reti in nazionale ― Italia | Cronologia completa delle presenze e delle reti in nazionale ― Italia | Cronologia completa delle presenze e delle reti in nazionale ― Italia | Cronologia completa delle presenze e delle reti in nazionale ― Italia | Cronologia completa delle presenze e delle reti in nazionale ― Italia | Cronologia completa delle presenze e delle reti in nazionale ― Italia |
| Data                                                                  | Città                                                                 | In casa                                                               | Risultato                                                             | Ospiti                                                                | Competizione                                                          | Reti                                                                  | Note                                                                  |
| --------------------------------------------------------------------- | --------------------------------------------------------------------- | --------------------------------------------------------------------- | --------------------------------------------------------------------- | --------------------------------------------------------------------- | --------------------------------------------------------------------- | --------------------------------------------------------------------- | --------------------------------------------------------------------- |
| 5-1-1969                                                              | Città del Messico                                                     | Messico                                                               | 1 – 1                                                                 | Italia                                                                | Amichevole                                                            | -                                                                     |                                                                       |
| Totale                                                                |                                                                       | Presenze                                                              | 1                                                                     |                                                                       | Reti                                                                  | 0                                                                     |                                                                       |

## Palmarès

### Giocatore

#### Club

##### Competizioni nazionali
- Coppa Italia: 3

Fiorentina: 1965-1966, 1974-1975
Inter: 1977-1978
- Campionato italiano: 1

Fiorentina: 1968-1969

##### Competizioni internazionali
- Coppa Mitropa: 1

Fiorentina: 1966
- Coppa di Lega Italo-Inglese: 1

Fiorentina: 1975